# Colegio Monseñor Lasagna
El Colegio Salesiano Monseñor Lasagna fue fundado el 23 de julio de 1896 convirtiéndose en la primera Obra 
Salesiana del Paraguay. Con 126 años de historia.

## Ubicación
La institución se encuentra ubicada sobre la calle Don Bosco, entre Humaitá y Piribebuy de Asunción, Paraguay.

## Educación
Hoy, el Monseñor Lasagna sigue creciendo poco a poco, teniendo 128 años de vida hasta hoy.
Cuenta con:
- E.E.I. (Educación Escolar Inicial)
- E.E.B.1 (Educación Escolar Básica 1) - (1.º al 3.º grado)
- E.E.B.2 (Educación Escolar Básica 2) - (4.º al 6.º grado)
- E.E.B.3 (Educación Escolar Básica 3) - (7.º al 9.º grado),
- Bachillerato Técnico (Contabilidad)
- Bachillerato Científico
- Bachillerato de Sociales.

## Uniforme

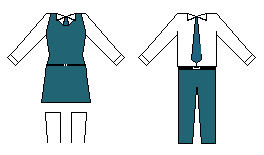
Uniforme formal del colegio.

El uniforme escolar  es obligatorio en todos los cursos.
El uniforme de Educación Física es un buzo con franja blanca y una remera sin cuello con el patrón del colegio.
El uniforme diario masculino es un vaquero (azul) y con la respectiva remera de diario con cuello contando con un pequeño bolsillo en el lado izquierdo del brazo con el pequeño patrón del colegio. Los calzados de color: negro, blanco o gris. El femenino es una pollera verde petróleo con la misma remera de diario, medias blancas (sin diseños) y la respectiva Guillermina de color negro con hebilla o cordón. 
Para los viernes, es obligatorio el uniforme de gala, es una señal de respeto hacia Jesús cuando asistimos a misa los viernes. 
El uniforme de gala femenino es el siguiente, jumper de gala color verde petróleo, camisa blanca larga, corbata verde petróleo, insignia del colegio al lado izquierdo del jumper, medias blancas y la Guillermina de color negro.
El masculino sería una camisa blanca larga, pantalones de gala color verde petróleo, insignia del colegio, corbata verde petróleo, contando con un cinto negro y mocasín negro con medias negras (sin diseños).

### El obispo misionero
Un importante colegio asunceno lleva su nombre. Nacido en Italia, vino como misionero a América, estableció la congregación salesiana en nuestro país y murió trágicamente en el Brasil con apenas 45 años de edad. Se llamó Luis Lasagna.
El 6 de noviembre de 1895, un accidente ferroviario en Juiz de Fora, estado de Minas Gerais, Brasil, tuvo entre sus víctimas a un ilustre prelado católico: el obispo Luis Francisco Pedro Lasagna, que poco antes había estado de visita misionera en nuestro país.
Luis Lasagna nació en Montemagno, ciudad de la provincia italiana de Alessandría, el 4 de marzo de 1850 y en su corta vida, fue protagonista de los acontecimientos iniciales de la historia salesiana en el Paraguay.
Efectivamente, al mediodía del 17 de mayo de 1894 dejaba el buque que lo había traído desde Montevideo –el Las Mercedes– y abordó una pequeña lancha que lo acercó a la ribera asuncena.
Monseñor Lasagna, obispo de Trípoli venía acompañado de su secretario, don Juan Balsola, a estudiar en el terreno la fundación de una escuela de artes y oficios para niños pobres de Asunción, además de una reducción agrícola destinada a indígenas chaqueños.

### La niñez de Luiggi
Pero, antes de entrar en detalles de su misión en nuestro país, veamos quién fue Luis Francisco Pedro Lasagna.
Habíamos dicho que nació en Italia en 1850. Fue alumno de san Juan Bosco e ingresó en la Sociedad Salesiana en 1866. Ordenado sacerdote, vino a Suramérica, y en diecinueve años de inestimable labor plantó y arraigó la Obra Salesiana en el Uruguay, el Brasil y el Paraguay. Fue consagrado obispo, el 12 de marzo de 1893.
No habían pasado tres años, cuando un accidente ferroviario truncó su joven vida, en Juiz de Fora, Estado de Minas Gerais, el 6 de noviembre de 1895. Montemagno era un sonriente pueblito piamontés recostada en las laderas de una colina. Estaba habitada por unas 4.000 personas dedicadas a tareas hortícolas y vinícolas.
En un hogar de este pintoresco poblado, formado por Sebastián Lasagna y María Coggiola, a las 4 de la mañana nació Luigi Francesco Pietro Lasagna Coggiola, bautizado ese mismo día, a las 3 de la tarde. Cinco años después, nació un segundo hijo: Pietro Domenico Giuseppe.
No pasó mucho tiempo, cuando en el 16 de marzo de 1859 falleció don Sebastián y los huérfanos quedaron bajo la tutela de un primo suyo, Juan Bautista Lasagna. Posteriormente, se hizo cargo de ellos el doctor Sebastián Rinetti.
Sus estudios los hizo con don Carlos Berra, quien indicó su internación en el Oratorio de San Francisco de Sales, en Turín, en 1862. En esos días, Luigi Lasagna recibió el sacramento de la confirmación de manos del obispo de Casale, monseñor Luigi Nazari di Calabiana.

### Formación religiosa
En octubre de 1865 se trasladó a Mirabello, y al año siguiente, ya con hábito eclesiástico –bajo licencia episcopal–, ingresó en Borgo San Martino.
Lasagna estudió filosofía bajo la dirección del eminente profesor y sacerdote salesiano Francesco Cerruti y el 4 de junio de 1871 recibió la tonsura y las órdenes menores. Poco después, falleció su hermano Giuseppe, hecho que lo conmovió profundamente.
Fue promovido al subdiaconado, el 21 de diciembre de 1872. En la misma ceremonia también fueron ordenados varios clérigos que, con el paso de los años, serían importantes dignatarios eclesiales. Unos meses después, el 29 de marzo de 1873, recibía el diaconado. Antes de trascurrir tres meses, fue ordenado sacerdote, el 7 de junio de 1873, en la catedral de Casale. Ejerció la docencia en el Colegio Salesiano de Lanzo y estudió en la Universidad de Turín.

### Lasagna en Suramérica
En diciembre de 1875 llegó a Montevideo una primera delegación de sacerdotes misioneros salesianos, en escala rumbo a Buenos Aires. En esa ocasión descubrieron que la ciudad no contaba con un solo colegio religioso con internado. Esto preocupó a los misioneros, quienes empezaron a soñar con la fundación de uno.
El futuro sonrió a los salesianos. Obtuvieron en donación un edificio construido para colegio, con capilla y todo, ubicado en Villa Colón, a poca distancia de Montevideo.
En esos días, Luigi Lasagna recibe del propio Don Bosco la misión de viajar a Montevideo para ejercer la dirección del colegio salesiano recién fundado. Era una tarde de septiembre de 1876.
Dos meses después, el 7 de noviembre de 1876, Don Bosco despedía a los integrantes de la segunda partida de salesianos que vivieron al Río de la Plata, entre ellos, Luigi Lasagna. Luego de una entrevista con el papa Pío IX, el grupo con destino a Montevideo partió a Burdeos, puerto de su embarque, de donde zarparon el 2 de diciembre de 1876.

### El colegio de Villa Colón
Al promediar la mañana del 26 de diciembre, el barco inglés Iberia, que conducía a Lasagna y sus compañeros salesianos llegó al puerto de la ciudad de San Felipe y Santiago de Montevideo. Aquel día memorable empezaba la historia salesiana en el Uruguay, el Brasil y el Paraguay.
Pese al problema inicial del idioma, Lasagna trabajó intensamente en la preparación de los planes y programas de estudio para el colegio salesiano próximo a habilitarse bajo su dirección, además de las condiciones de ingreso al colegio. El 12 de enero de 1877, el gobierno decretó la libertad de enseñanza, lo que vino a facilitar las cosas, pues vino a conciliar lo inconciliable: la aspiración anticlerical acerca de la educación y la necesidad de tener un internado religioso en el país.
Pronto, acudieron a inscribirse los hijos de las principales familias de Montevideo e italianos. Fueron 91 internos y 18 externos los primeros alumnos del Colegio Pío de Villa Colón, inaugurado el 2 de febrero de 1877.
Poco tiempo después, nuevos salesianos llegaron para reforzar la tarea de los pioneros. En 1879 los salesianos inauguraron un Seminario. Los resultados no se hicieron esperar. Algún tiempo después, egresaba el primer religioso salido de las aulas del colegio dirigido por Lasagna: Juan Pedro Rodríguez ordenado en 1883. Fue el primer sacerdote salesiano nativo ordenado en América. Poco después, varios fueron los jóvenes paraguayos que estudiaron en sus aulas: Emilio Sosa Gaona, Ernesto Pérez Acosta…
Lasagna también propició la fundación de una escuela agrícola, de los Oratorios Festivos, un colegio de Hermanas y numerosos colegios parroquiales, además de observatorios meteorológicos.

### Lasagna y el Brasil
A finales de 1881 Lasagna fue nombrado titular de una nueva inspectoría creada para atender los asuntos de la congregación en el Uruguay y el Brasil; y en mayo de 1882, resultado de los insistentes pedidos de los obispos brasileños a Don Bosco, el padre Lasagna, acompañado de un sacerdote viajó a Río de Janeiro para explorar la posibilidad de establecer la congregación salesiana en el Brasil.
Además de los paseos por los paradisíacos paisajes cariocas, examina la posibilidad de crear colegios y trabajar a favor de los niños desposeídos, dotándoles de colegios y escuelas de artes y oficios y de agricultura. Para ello y gracias a las gestiones de personas piadosas cariocas, se había conseguido en compra un terreno apropiado, origen del Colegio Santa Rosa de Niterói.
Pero no todo era éxitos y triunfos. Lasagna tuvo que capear numerosas tormentas, ya en el Uruguay, ya en el Brasil, donde el anticlericalismo era muy fuerte, azuzado por la prensa masónica. Inclusive –en el Brasil– se conoció de ataques y confiscación de bienes eclesiales. Aun así, con todos estos contratiempos y oportunas medidas de solución, la congregación salesiana inauguró su escuela de artes y oficios: imprenta, sastrería, zapatería y carpintería. En una siguiente visita al Brasil, inauguró la iglesia del Sagrado Corazón de Jesús de São Paulo y proyectó un nuevo liceo.

### Un nuevo obispo
Mientras, en el Uruguay se hicieron nuevos colegios en varios puntos. Durante un viaje a Roma, Lasagna se enteró de pedidos de las autoridades paraguayas en el sentido de establecer misiones salesianas en el país. A la par, se estaba procediendo a su elevación episcopal.
El 17 de marzo de 1893 fue consagrado obispo. La ceremonia se realizó en la iglesia romana del Sagrado Corazón de Jesús de Castro Pretorio. Obispo consagrante fue el cardenal vicario de Roma, y protector de la Sociedad Salesiana, Lucido Parocchi. Estuvo presente Don Miguel Rúa, sucesor de Don Bosco, fallecido poco antes. Lasagna fue hecho obispo in partibus, para que organizara una Misión indígena. O sea, obispo sin jurisdicción propia. El lema elegido por Lasagna fue un anagrama de su apellido: Sal agnis (Sal para los corderos). En su entrevista con el papa León XIII, este le dijo: “–Eres todavía joven, lleno de vida y actividad. Por eso, te hemos elegido. El apostolado que te está confiado, exige actividad..., y espero que, además del bien individual, tu acción sirva de ejemplo a otros para trabajar en la viña del señor”.

### Los salesianos y el Paraguay
Desde hacía años que en el Paraguay se esperaba la presencia de misioneros salesianos. En 1879 había llegado por unas semanas, el padre Juan Avellana, el primer salesiano llegado al Paraguay. Ese año, Don Bosco había dispuesto que vinieran tres salesianos, pero por alguna razón dicha disposición no pudo ser cumplida.
En 1892, los salesianos entraron nuevamente en contacto con el Paraguay. El padre Ángel Sabio vino y visitó a los italianos de Asunción y de algunos pueblos y colonias del interior del país.
Enterado de que entre Concepción y Corumbá –unas 120 leguas– no había un solo sacerdote, planeó ingenuamente algo extraordinario: subir evangelizando hasta Corumbá y Cuiabá, avanzar por el río Paraguay, conectar con el Amazonas, hasta Pará y de allí a Europa, pero, a pesar de su entusiasmo, la realidad era poca y no pudo ir más allá de Bahía Negra, donde evangelizó a indígenas chamacocos. De este punto tuvo que regresar aguas abajo.

### Lasagna en el Paraguay
Volvamos a Lasagna. De regreso a Montevideo de su último viaje al Brasil, fue recibido jubilosamente y desplegó su habitual actividad. Visitó la Argentina, y poco después, el Brasil. Pero todavía no pudo cumplir su objetivo, para el cual fue elegido obispo in partibus: misionar entre los indígenas.
Vio en el Mato Grosso su campo de promisión. Preparó un viaje a Cuiabá. La febril actividad desplegada hasta ese entonces, había quebrantado su salud, de la que, gracias a oportunos tratamientos, se recuperó satisfactoriamente.
Se embarcó con rumbo a Cuiabá, vía Paraguay, el 8 de mayo de 1894. En el puerto de Montevideo le despidieron los directores salesianos y el cónsul paraguayo en Montevideo, Matías Alonso Criado. Abordó el Mercedes, que partió hacia Buenos Aires y luego de día y medio de escala, la nave enfiló hacia el río Paraná. A lo largo del viaje hicieron escala en diversos puertos: Rosario, Diamante, Paraná, Resistencia, Corrientes...
A las 22 del 16 de mayo de 1894, una noche de plenilunio les recibió en la embocadura del río Paraguay. Al amanecer, entre nieblas avistaron las dolorosas ruinas de la iglesia bombardeada de Humaitá. Aguas arriba, el barco encalló en un banco de arena, del que zafaron horas después y retomaron el viaje. A las 11 de la mañana llegaron frente a Pilar. Abordó el buque el párroco de la ciudad, un italiano de apellido Bettinetti, quien le dio la bienvenida al obispo y aprovechó para lamentarse de la situación del clero en el país y en su zona.
Al día siguiente, al mediodía, el Mercedes fondeaba en la caleta 
asunceña. Lasagna se despidió de sus compañeros de viaje y en el muelle fue recibido por el administrador eclesiástico, Claudio Arrúa; el secretario de la Curia, doctor Narciso Palacios; y el rector del Seminario asunceño, el padre lazarista Julio Montagne, además de otras autoridades y numeroso público, enterado de la llegada de un alto dignatario de la Iglesia católica.
Lasagna se hospedó en la casa del ministro de Hacienda, don Antonio Codas. Inmediatamente Lasagna desplegó una movida actividad en Asunción: visitas protocolares, al Seminario, la Curia, y con los curiales, visitó al presidente Juan Gualberto González, quien lo recibió acompañado de su esposa, doña Rosa Peña, en el flamante palacio de gobierno, inaugurado unos años antes, y que lo tendría como por unos días más, pues sería derrocado el 9 de junio siguiente, tres días después de que Lasagna abandonara el país.
Con el presidente se sentaron las bases para el establecimiento de la congregación salesiana en el Paraguay: la creación de una escuela de artes y oficios, las misiones con los indígenas y la provisión del obispado diocesano del Paraguay, una cuestión por demás espinosa.
Posteriormente, el obispo Lasagna se entrevistó los ministros del gabinete, con el presidente del Superior Tribunal de Justicia, César Gondra, con los diplomáticos acreditados en el país, recorrió iglesias, asilos y hospitales. Administró órdenes menores a tres clérigos, luego ordenó subdiáconos, diáconos y dos sacerdotes, administró confirmaciones y presidió multitudinarios oficios religiosos. Bendijo un matrimonio.
Mientras realizaba estos trabajos pastorales, atracó en el puerto asunceño el buque Diamantino, trayendo a bordo a los misioneros salesianos que iban rumbo al Mato Grosso.  El 6 de junio de 1894, monseñor Lasagna se embarcó para seguir viaje al norte del país. Un mes después de que Lasagna partiera aguas arriba, el 6 de julio de 1894, Juan Sinforiano Bogarín recibía la comunicación de su elección por parte del papa León XIII, como obispo diocesano del Paraguay y el inicio del proceso de nombramiento.

### Rumbo a Cuiabá
Cerca del mediodía del 8 de junio, el Diamantino pasó la desembocadura del río Apa. En la margen occidental del río todavía desfilaban algunas poblaciones paraguayas. A las 17,30 llegaron al embarcadero de Porto Murtinho, entonces un modesto villorrio. Una hora después pasaron frente a Bahía Negra. Seguidamente ya se internaron en pleno territorio brasileño. El 10 de junio llegaron a Corumbá, último puerto navegable por barcos de cierto calado.
Al día siguiente abordaron un barquito que era el que les iba llevar hasta las cercanías de Cuiabá. Luego de varias horas de navegación en la madrugada del 13 ingresaron al río San Lorenzo y el viaje se volvía más penoso, pues el río se estrechaba cada vez más y disminuía la profundidad de su cauce. El día 17 de junio ya no pudieron avanzar y lo hicieron a fuerza de remeros, por medio de una chata que el barquito llevaba arrastrado.
El 18 de junio los salesianos y el obispo Lasagna llegaron, por fin, a Cuiabá. Allí les recibió el obispo diocesano, monseñor Carlos Luis d'Amour –propiciador de la venida de los misioneros a Cuiabá–; el presidente del Estado, Manuel José Murtinho, el general Costa y otros dignatarios, además del pueblo y una banda de música.
En la iglesia se cantó un Te Deum y se recibió oficialmente al obispo misionero.
Veinte días estuvo Lasagna en Cuiabá. Se entrevistó con las autoridades, visitó el seminario y negoció la situación jurídica, económica y apostólica en que debían moverse sus misioneros. Además, dio apertura oficial al Oratorio Festivo de Cuiabá. En pocos días, unos 200 niños participaban de las actividades.
Las autoridades cedieron a los salesianos la administración de una colonia de indígenas con régimen militar. Al culminar sus actividades, a la tardecita del 12 de julio, Lasagna y algunos compañeros se embarcaron de regreso hasta el barquito que los esperaba, veinte horas de viaje, aguas abajo.

### Lasagna en Villa Concepción
El 16 de julio estaba de vuelta en Corumbá, donde cambiaron de embarcación y se trasladó a Villa Concepción. Donde estuvo entre el 20 y el 22, hospedándose en la casa de doña Candelaria Cabañas. Confirmó a unas 300 personas, se entrevistó con las autoridades, estableció contactos con indígenas, y conversó acerca de la fundación de un colegio.
Embarcado en el Pingo, y tras una despedida apoteósica, monseñor Lasagna llegó a Asunción, donde encontró un nuevo gobierno, pues el presidente González había sido derrocado y exiliado, siendo sucedido por el vicepresidente Marcos Morínigo. Visitó a doña Rosa Peña, la ex primera dama y recibió al nuevo hombre y futuro presidente de la República, Juan Bautista Egusquiza, quien se mostró muy interesado por la Obra salesiana. Lasagna, a su vez, encargó al sacerdote de la catedral y futuro obispo, Bogarín, continuar las gestiones para ello. El 29 de julio se despidió y regresó a Montevideo, vía Corrientes Buenos Aires, a bordo del Centauro.

### Obispo consagrante
El 23 de agosto, Lasagna nuevamente viajó al Brasil, donde realiza una apretada agenda –tantos problemas por resolver–, además de visitas a los colegios, escuelas, diarios, autoridades civiles, militares, eclesiales, ministros y al presidente de la República. El propósito suyo es crear una inspectoría propia del Brasil.
En enero, el 31, con su ayudante Luis Cavatorta, ya estaba nuevamente en el Paraguay, donde Juan Sinforiano Bogarín lo esperaba para su consagración episcopal.

### Luego de muchos años, la diócesis paraguaya contaba con nuevo obispo
El 3 de febrero de 1895, “ante un inmenso gentío” –cuenta monseñor Bogarín– Lasagna lo consagró obispo diocesano del Paraguay. A falta de otros prelados, monseñor Lasagna fue asistido por los padres Enrique Valiente y Juan Bernabé Colmán, capellán del Hospital y párroco de La Encarnación, respectivamente. Apadrinó el acto, el presidente de la República, general Egusquiza y la primera dama, doña Casiana Isasi.
El 6 de febrero regresó a bordo del Saturno. Fue despedido por el flamante obispo, el ministro de Guerra y Marina y media ciudad.
Esa visita dio muy buenos frutos: el Gobierno remitió al Senado un proyecto de entrega a los salesianos el Hospital Viejo y varios terrenos adyacentes, para la instalación de una escuela de artes y oficios. El decreto respectivo fue promulgado el 23 de abril de 1896 –ya cuando Lasagna no formaba parte del mundo de los vivos– y el 23 de julio de ese año, desembarcaban en Asunción, los primeros salesianos para dirigir el colegio: padres José Gamba, inspector de las casas del Uruguay y Paraguay; Ambrosio Turricia, como director; Domingo Queirolo, el acólito Pedro Folio y el coadjutor Carlos Dugnoni.

### Presagiando el futuro
Un nuevo viaje al Brasil, donde su presencia es requerida para la solución de ingentes problemas. A todo ello se sumaba la muerte de varios misioneros, el retorno de otros y algunas afecciones que minaban su salud.
De regreso a Montevideo y como intuyendo que su fin pudiera estar cerca, ante un escribano nombró heredero universal de sus bienes al padre Pedro Rota, con la obligación de pagar todas sus deudas, así como otorgó cartas de adeudo en favor de todos los directores salesianos. También habían surgido algunas quejas desde el interior de la congregación contra él: Que hacía muchos viajes, que abarcaba demasiadas cosas, que tenía personal exclusivamente joven, que contraía muchas deudas, etc., a lo que respondió a su manera: que desde Italia no le ayudaban, no le enviaban personal, que no se deciden a nombrar inspectores, ni le permitían nombrar vicarios en el Uruguay ni en el Brasil, etc. por otra parte, en toda las casas salesianas, todo estaba organizado y bien provisto de todo.
Aun así, no decayó en su propósito de hacer florecer la congregación salesiana en Suramérica. El 15 de agosto de 1895 preconizaba: en 50 años, la congregación iba a contar con 500 miembros. Se quedó corto: en 1945, los salesianos en Sudamérica eran 1.200.

### Camino a la tragedia
El 27 de agosto de 1895 llegó nuevamente a Río de Janeiro. Muchos asuntos requerían de su presencia, más todavía, debido a una conmoción política que vivió el Brasil hacía pocos meses. Como debía hacer viajes al interior del Brasil, el gobierno le ofreció un vagón especial en los ferrocarriles del Estado, para cada vez que necesitara.
Monseñor Lasagna, durante su estadía, pensaba habilitar tres nuevos establecimientos: la escuela agrícola de Cachoeira do Campo y dos institutos de María Auxiliadora, uno en el hospital de Ouro Preto, y otro en Ponte Nova.
Le acompañarían en el viaje su secretario, el padre Bernardino Villamil, los padres Domingo Albanello, Domingo Zatti, la visitadora, madre Teresa Rinaldi; las hermanas Julia Argentón y Filomena Farias, con la directora Petronila Imas y la aspirante Eduviges Gomes Braga, además de las hermanas María Cousirat, Florisbella Souza, Belmira D'Alessandria y Paulina Heitzman y la madre de una hermana, Juana Lusso.
Para realizar el viaje desde Guaratinguetá hasta Ouro Preto, el Ministerio de Agricultura puso a disposición de la delegación salesiana un vagón especial. El mismo contaba con dos compartimientos unido por una puerta interna. El de atrás destinado a las hermanas y el de adelante a los padres.
El 5 de noviembre se levantaron temprano y luego de hacer devotamente sus preparativos, fueron a la estación, donde fueron despedidos por unos amigos. A las 11 de la mañana, entre pitadas y bufidos, el tren partió rumbo a Ouro Preto. En otra estación se sumaron el padre Albanello, el carpintero Domingo Germano, el clérigo Guillermo Brückhauser, y un aspirante.
Luego de realizar un agradable viaje, pernoctaron en un empalme de vías ferroviarias, Barra de Piray. A la mañana siguiente debían tomar el tren S1, que venía de Río, rumbo a Ouro Preto. El tren llegó con un atraso de dos horas y veinte minutos, a causa de algunos problemas técnicos. En Barra do Piraí se enganchó el vagón especial de los salesianos, entre el furgón de mercancías que seguía a la máquina y el vagón correo, aislado de los demás coches de pasajeros.

### Una dantesca desgracia
El 6 de noviembre de 1895, a poco de partir se desató una terrible tormenta, que tornó el viaje muy desagradable que, incluso, causó mareos e indisposición a más de uno. A las 2:22 el convoy llegó a la estación de Juiz de Fora. Entre esta y la de Mariano Procopio había una distancia de 2.500 metros. Al partir de Juiz de Fora, los dos kilómetros siguientes es una línea recta, pero, luego venía una pronunciada curva hacia la derecha, que bordeaba una elevación del terreno. A esta seguía otra, a la izquierda, bordeando otro montículo, sobre el que se levanta el poblado de Mariano Procopio.
Además, el temporal hizo que se cortaran los cables de comunicación telegráfica. De acuerdo a lo convenido con la estación de Juiz de Fora, el tren que venía de Río de Janeiro, debía partir hacia Procopio, en cuanto llegara. Pero, a las 3:20 llegó a Mariano Procopio un tren mixto que venía sin pasajeros. Pedía llegar hasta Juiz de Fora, pues en Procopio no tenía la doble vía para el cruce de trenes. El jefe de la estación de Mariano Procopio pensó que la distancia era muy corta y como no tenía información del tren S1, que venía en sentido contrario, autorizó en avance del tren mixto.
Según el biógrafo de Lasagna, el sacerdote Juan E. Belza, “llovía torrencialmente, y ambos trenes ya avanzaban sin verse en sentidos opuestos. Se encontraron justamente en el punto más agudo de la curva, a 2 km de Juiz de Fora y a 500 m de Mariano Procopio (...). cuando se advirtió el peligro toda maniobra resultó inútil.
“El padre Zatti, que se asomó a la ventanilla al oír la angustiosa pitada de ambos trenes, solo pudo exclamar: –¡Dios mío, chocan! ¡María Auxiliadora, sálvanos!
“Y no hubo más tiempo. Se oyó un desgarrador chirrido de frenos, y el estampido del choque. Se habían estrellado ambas locomotoras. “Por inercia, el vagón correo destrozó la culata del coche especial, y penetró como una trompa destructora de ruedas, hierros y madera por atrás del coche de los misioneros.
“Las ruedas del vagón correo subieron por el plano inclinado de los escombros que dejaban a su paso, hasta más allá de la mitad del coche especial.
“Solo resultaron ilesos los que viajaban en los primeros asientos: los padres Zatti, el clérigo Brückhauser y un aspirante”. Los demás quedaron cubiertos de ruedas, hierros y madera.
A duras penas los ilesos lucharon por salvar a sus compañeros. Pronto notaron que monseñor Lasagna había muerto –destrozado por un pedazo de madera, que le atravesó de lado a lado–, así como otros misioneros y hermanas. Muchos tuvieron una muerte terrible, destrozados. Pero eran los que estaban en el vagón especial, además del foguista del tren: Monseñor Luis Lasagna, hermanas Teresa Rinaldi, Petronila Imas, Julia Argentón y Eduviges Bragas y el padre Bernardino Villamil.
Bajo la torrencial lluvia acudieron varios vecinos a auxiliar a los accidentados y a rescatar a los muertos. Al conocerse la tragedia, las campanas de todas las iglesias doblaron a muerto en toda la región.
Ínterin, el tren era esperado en la estación de Queluz, donde les esperaba el vicario de la ciudad, mucho público, con banda de música, petardos y fuegos de artificio y todo. Esperaron horas y horas y el tren nunca llegó. Enviaron telegramas a Procopio, pero no obtuvieron respuesta. Pasada la medianoche, escucharon la lejana pitada de un tren que se aproximaba. Estallaron los petardos y los fuegos artificiales. Se reagruparon las bandas de músicos, las autoridades se dispusieron en el andén y cuanto más se aproximaba el tren, arreciaron los estruendos y fuegos.
Llegó el tren. Pero no el obispo. Lo que sí llegó fue la terrible noticia. Murió en un accidente ocurrido horas antes. El público enmudeció. Un silencio espeso, sobrecogedor, cubrió el lugar. Brotaron las lágrimas y estallaron los lamentos. Cachoeira do Campo y Ponte Nova, lugar de destino de Lasagna y sus salesianos, quedaron esperando a quienes nunca llegaron. La noticia recorrió el Brasil, toda América, el mundo. Todos los puntos donde había una obra salesiana quedaron mudos. Un amigo suyo, monseñor Soler, exclamó: “Murió como había vivido, de prisa”.

### Final
Los cuerpos de los occisos –que eran siete– fueron trasladados a la iglesia de Juiz de Fora, donde se los veló. El día 7 de noviembre, los féretros fueron llevados al cementerio en una doliente procesión. El campo santo estaba en la ladera del cerro y la ascensión fue bastante fatigosa. Se abrieron cuatro fosas: una para monseñor Lasagna, otra para su secretario, una bien grande para las hermanas y otra para el foguista.
Los restos quedaron en Juiz de Fora, cuyos habitantes cuidaron celosamente de las tumbas. Cuando se habló de trasladarlos a Río de Janeiro, el pueblo reaccionó airado. Un tiempo después, en una acción tipo comando, se llevaron los cuerpos a Niteroi, donde fueron enterrados en el santuario de María Auxiliadora. Así terminó sus días, monseñor Luis Francisco Pedro Lasagna, el obispo misionero. El mismo fundó un seminario en el Uruguay, donde se formaron varios sacerdotes paraguayos; que procuró y trajo a los salesianos al Paraguay y consagró a monseñor Bogarín como obispo del Paraguay. Su nombre es célebre y un colegio asunceño lleva su nombre.